# Atherinella callida
El plateadito del Refugio (Atherinella callida) es una especie extinta de pez atheriniforme de agua dulce, conocida a partir de una única recolección efectuada en la localidad de El Refugio (al oeste-noroeste de Acatlán), en el estado mexicano de Veracruz. Pese a varias búsquedas exhaustivas efectuadas tanto en los arroyos de la citada localidad como en el río Amapa (todos ellos afluentes del río Tonto, a su vez tributario del río Papaloapan) en los últimos cincuenta años (resalta la de Robert Rush Miller en febrero de 1982), no ha habido registros del plateadito del Refugio desde 1957. Considerando lo anterior, y aunado al hecho de que el hábitat ha sido alterado como consecuencia de la contaminación del agua por descargas urbanas e industriales y escorrentías agrícolas, acumulación de sedimentos, desecación y modificaciones antropogénicas a los cauces de agua naturales (dada la construcción de grandes represas), la UICN declaró a la especie extinta en 2019.